# سوباراجو
سوباراجو (بالتيلوغوية: సుబ్బరాజు)‏ هو ممثل هندي، ولد في 27 فبراير 1977 في الهند.

## وصلات خارجية
- سوباراجو على موقع IMDb (الإنجليزية)